# بوودی
بوودی (به چکی: Boudy) یک منطقهٔ مسکونی در جمهوری چک است که در ناحیه پیسک واقع شده‌است. بوودی ۱۰٫۰۱ کیلومتر مربع مساحت و ۱۷۴ نفر جمعیت دارد و ۴۷۵ متر بالاتر از سطح دریا واقع شده‌است.